# Nicoleta Alexandru
Nicoleta Alexandru, conosciuta anche come Nicola (Bucarest, 5 novembre 1968), è una cantante rumena.
Ha rappresentato la Romania all'Eurovision Song Contest 2003 con il brano Don't Break My Heart.

## Biografia
Nicola ha fatto il suo debutto musicale come parte del gruppo Forte al Festival di Mamaia del 1985, dove ha vinto il premio teatrale Fantazio. L'anno successivo, dopo lo scioglimento del complesso, ha creato con la collega Cristina Fronea il gruppo Adaggio, fino alla separazione avvenuta due anni dopo. Nel 1988 è quindi entrata nella band rock Riff, con la quale ha partecipato a svariati festival musicali e tournée nel Paese.
Ha avviato la sua carriera di solista, partecipando alla selezione rumena per l'Eurovision Song Contest 1993, la prima in assoluto per il Paese, con la canzone Balerina. Tenterà nuovamente di rappresentare la Romania all'Eurovision l'anno successivo con Doar amintiri, nel 1996 con Undeva departe ești tu, nel 1998 con Europa, nel 2000 con I Feel Good, e nel 2002 con I Do.
Il suo album di debutto, Turquoise, è uscito nel 2000 e contiene il tormentone estivo Vamos a Mamaia, dedicato alla più famosa destinazione estiva della costa rumena. Nel 2002 è stato pubblicato il secondo album, Lângă mine, lanciato dal singolo omonimo il cui video musicale è stato girato al Museo Nazionale di Storia a Bucarest.
Nel 2003 Nicola ha fatto un settimo tentativo per rappresentare la Romania all'Eurovision, questa volta con il brano Don't Break My Heart, scritto da lei stessa. Essendosi classificata prima sia nel voto della giuria che in quello del pubblico da casa, ha vinto la selezione e ha avuto la possibilità di rappresentare il suo Paese all'Eurovision Song Contest 2003 tenutosi a Riga, in Lettonia. Qui si è classificata decima su 26 partecipanti ottenendo 73 punti, di cui 12 dalla Russia, dove è risultata la più votata. Nello stesso anno è stata pubblicata la compilation Best of Nicola, con inclusi i suoi più grandi successi, oltre che ad alcuni inediti.
Nel 2004 è uscito il terzo album di Nicola, De mă vei chema, contenente i successi De mă vei chema e Honey. Nel 2005 ha divorziato dal marito Mihai Alexandru, il chitarrista del gruppo metalcore Goodbye to Gravity, dopo 18 anni di matrimonio. Nel 2008 Nicola ha partecipato per l'ottava volta a Selecția Națională, il processo di selezione rumeno per l'Eurovision, con il brano Fairytale Story, piazzandosi settima. Il suo quarto album di inediti, Thank You, è uscito nel 2009.
Dopo una pausa dal mondo musicale ha partecipato a Selecția Națională per l'Eurovision Song Contest 2019 con il brano Weight of the World.

## Discografia

### Album in studio
- 2000 – Turquoise
- 2002 – Lângă mine
- 2004 – De mă vei chema
- 2009 – Thank You

### EP
- 1999 – Cu tălpile goale

### Raccolte
- 2003 – Best of Nicola

### Singoli
- 2003 – Don't Break My Heart